# Liste der Biografien/Zip
Liste der Biografien |
Portal Biografien |
Personensuche
# |
A |
B |
C |
D |
E |
F |
G |
H |
I |
J |
K |
L |
M |
N |
O |
P |
Q |
R |
S |
T |
U |
V |
W |
X |
Y |
Z |
?
 
Za |
Zb |
Zc |
Zd |
Ze |
Zf |
Zg |
Zh |
Zi |
Zj |
Zk |
Zl |
Zm |
Zn |
Zo |
Zr |
Zs |
Zu |
Zv |
Zw |
Zy |
Zz
 
Zia |
Zib |
Zic |
Zid |
Zie |
Zif |
Zig |
Zih |
Zij |
Zik |
Zil |
Zim |
Zin |
Zio |
Zip |
Zir |
Zis |
Zit |
Ziu |
Ziv |
Ziw |
Zix |
Ziy |
Ziz
Die Liste der Biografien führt alle Personen auf, die in der deutschsprachigen Wikipedia einen Artikel haben. Dieses ist eine Teilliste mit 104 Einträgen von Personen, deren Namen mit den Buchstaben „Zip“ beginnt.

## Zip

### Zipe
- Zipernowsky, Károly (1853–1942), ungarischer Maschinenbau-Ingenieur
- Zipes, Jack (* 1937), US-amerikanischer Literaturwissenschaftler

### Zipf
- Zipf, Christoph (* 1962), deutscher Tennisspieler
- Zipf, Georg Albrecht (1808–1870), Kaufmann und Politiker der Freien Stadt Frankfurt
- Zipf, George Kingsley (1902–1950), US-amerikanischer Linguist
- Zipf, Hans Friedrich (1911–1969), deutscher Arzt und Pharmakologe
- Zipf, Jonas (* 1982), deutscher Regisseur, Dramaturg, Publizist und Kulturpolitiker
- Zipf, Jonathan (* 1986), deutscher Triathlet
- Zipf, Karl (1895–1990), deutscher Arzt und Pharmakologe
- Zipfel, Ernst (1891–1966), deutscher Archivar, Direktor des Reichsarchivs, als Kommissar für Archivschutz beteiligt am Raub von Archivgut
- Zipfel, Frank (* 1963), luxemburgisch-deutscher Literaturwissenschaftler, Philologe und Hochschullehrer an der Universität Mainz
- Zipfel, Friedrich (1920–1978), deutscher Historiker
- Zipfel, Gaby (1951–2021), deutsche Sozialwissenschaftlerin, Redakteurin
- Zipfel, Georg (1896–1945), deutscher Politiker (NSDAP), MdL Bayern
- Zipfel, Georg (* 1953), deutscher Skilangläufer und Bundestrainer
- Zipfel, Max (1883–1964), deutscher Politiker (CDU)
- Zipfel, Otto (1886–1945), deutscher Politiker (KPD), MdL Sachsen
- Zipfel, Paul Albert (1935–2019), US-amerikanischer Geistlicher, römisch-katholischer Bischof von Bismarck
- Zipfel, Peter (* 1956), deutscher Skilangläufer
- Zipfel, Steffen (* 1965), deutscher Fußballspieler
- Zipfel, Stephan (* 1962), deutscher Arzt und Psychotherapeut, Essstörungsforscher und Hochschullehrer
- Zipfel, Walter (1914–1997), deutscher Jurist, Richter am Bundesgerichtshof
- Zipff, Stephan (1761–1813), deutscher Mediziner und Hochschullehrer

### Zipk
- Zipkes, Rudolf (1911–2013), Schweizer Jurist und Schriftsteller
- Zipko, Alexander Sergejewitsch (* 1941), russischer Sozialphilosoph und Politikwissenschaftler

### Zipo
- Zipoites (356 v. Chr.–280 v. Chr.), König von Bithynien
- Zipoli, Domenico (1688–1726), italienischer Barockkomponist und Missionar
- Zipoli, Marco (* 1990), italienischer Automobilrennfahrer
- Zipori, Mordechai (1924–2017), israelischer Politiker
- Ziporyn, Evan (* 1959), US-amerikanischer Komponist und Klarinettist

### Zipp
- Zipp, Bettina (* 1972), deutsche Leichtathletin
- Zipp, Debbie, US-amerikanische Schauspielerin
- Zipp, Frauke (* 1963), deutsche Neurologin und Hochschullehrerin
- Zipp, Friedrich (1914–1997), deutscher Komponist und Kirchenmusiker
- Zipp, Georg (1866–1929), deutscher Tierarzt und Politiker
- Zipp, Karl Hermann (1875–1940), deutscher Elektroingenieur
- Zipp, Thomas (* 1966), deutscher Maler, Bildhauer und Musiker
- Zipp, William, US-amerikanischer Schauspieler, Drehbuchautor und Filmproduzent
- Zippe, Anton Konrad (1889–1964), österreichischer Pädagoge, Künstler und Politiker (GDVP, NSDAP), Landtagsabgeordneter
- Zippe, Augustin (1747–1816), Rektor des General-Seminars in Prag
- Zippe, Franz Xaver (1791–1863), böhmischer Naturwissenschaftler und Techniker
- Zippe, Gernot (1917–2008), österreichischer Physiker und Erfinder einer Gaszentrifuge
- Zippe, Stephan (* 1972), deutscher Kirchenmusiker, Kantor und Spezialist für Gregorianischen Choral
- Zippel, Chris (* 1967), deutscher Musiker, Produzent und Songwriter
- Zippel, Christian (* 1942), deutscher Politiker (CDU), MdA
- Zippel, Christian (* 1984), deutscher Philosoph und FitnesstrainerChristian Zippel (* 1984)

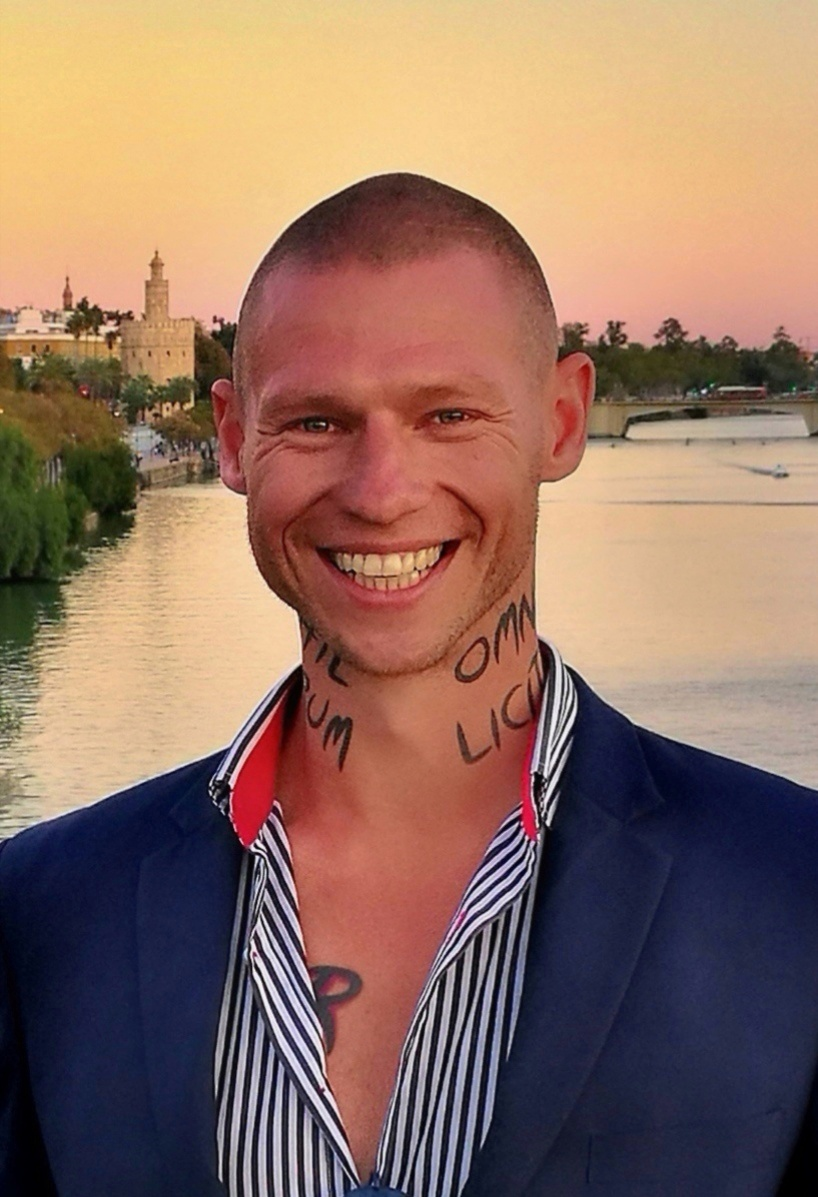
Christian Zippel (* 1984)

- Zippel, Christoph (* 1982), deutscher Politiker (CDU)
- Zippel, David (* 1954), US-amerikanischer Musical-Theatertexter
- Zippel, Eva (1925–2013), deutsche Bildhauerin
- Zippel, Friedrich (1887–1960), evangelischer Theologe und Gegner des Nazi-Regimes
- Zippel, Gerhard (1925–2007), deutscher SED-Funktionär
- Zippel, Gregor (* 1939), deutscher Geistlicher, Abt des Klosters Rohr
- Zippel, Hartmut (1938–2020), deutscher Orthopäde
- Zippel, Holger (* 1953), deutscher Fußballspieler
- Zippel, Johann Christian (1789–1841), deutscher Historien- und Porträtmaler
- Zippel, Klaus (* 1936), deutscher Theater- und Hörspielregisseur, Hörbuchsprecher, Drehbuchautor und Verlagslektor
- Zippel, Wulfdiether (* 1938), deutscher Wirtschaftswissenschafter und Hochschullehrer
- Zippelius, Adelhart (1916–2014), deutscher Volkskundler und Landesmuseumsdirektor
- Zippelius, Alexander (1797–1828), deutscher Gärtner und Pflanzensammler
- Zippelius, Annette (* 1949), deutsche Physikerin und Hochschullehrerin
- Zippelius, Friedrich (1901–1990), sudetendeutscher Jurist, Politiker (SdP) und Regierungspräsident
- Zippelius, Hanna-Maria (1922–1994), deutsche Verhaltensbiologin
- Zippelius, Hans (1873–1956), deutscher Architekt
- Zippelius, Nicolas (* 1987), deutscher Politiker (CDU), MdB
- Zippelius, Otto (1885–1957), deutscher und chilenischer Offizier
- Zippelius, Reinhold (* 1928), deutscher Jurist
- Zipper, Alois (1875–1932), deutscher Politiker (Zentrum), MdR
- Zipper, Bernd (* 1967), deutscher Sachbuchautor
- Zipper, Herbert (1904–1997), österreichisch-amerikanischer Komponist, Dirigent und Musikpädagoge
- Zipper, Kurt (1906–1952), deutscher Finanzbeamter und Politiker (LDPD), MdV
- Zipperer, Ernst (1888–1982), deutscher Zeichenlehrer, Grafiker und Maler
- Zipperer, Falk (1899–1966), deutscher Jurist und Bibliothekar
- Zipperer, Franz X. A. (1952–2015), deutscher Musikjournalist und Fotograf
- Zipperer, Friedrich (1939–2017), deutscher Fußballspieler
- Zipperer, Waldemar (1913–2011), deutscher Unternehmer
- Zipperer, Wilhelm (1847–1911), deutscher Pädagoge und Schriftsteller
- Zipperer, William (1884–1945), deutscher Kommunist und Widerstandskämpfer
- Zipperlen, Elisabeth (1904–1997), deutsche Heimatforscherin, Heimatkundlerin und Archivarin
- Zipperlen, Wilhelm von (1829–1905), deutscher Tierarzt und Hochschulprofessor für Tierheilkunde
- Zipperling, Katrin (* 1965), deutsche Wasserspringerin
- Zippermayr, Mario (1899–1979), österreichischer Physiker und Nationalsozialist
- Zippermayr, Philipp (* 1949), österreichischer Homöopath und Comicautor
- Zipperstein, Steven (* 1950), US-amerikanischer Historiker
- Zippert, Christian (1936–2007), deutscher Theologe und Kommunitätsbeauftragter der EKD
- Zippert, Hans (* 1957), deutscher Satiriker und JournalistHans Zippert (* 1957)

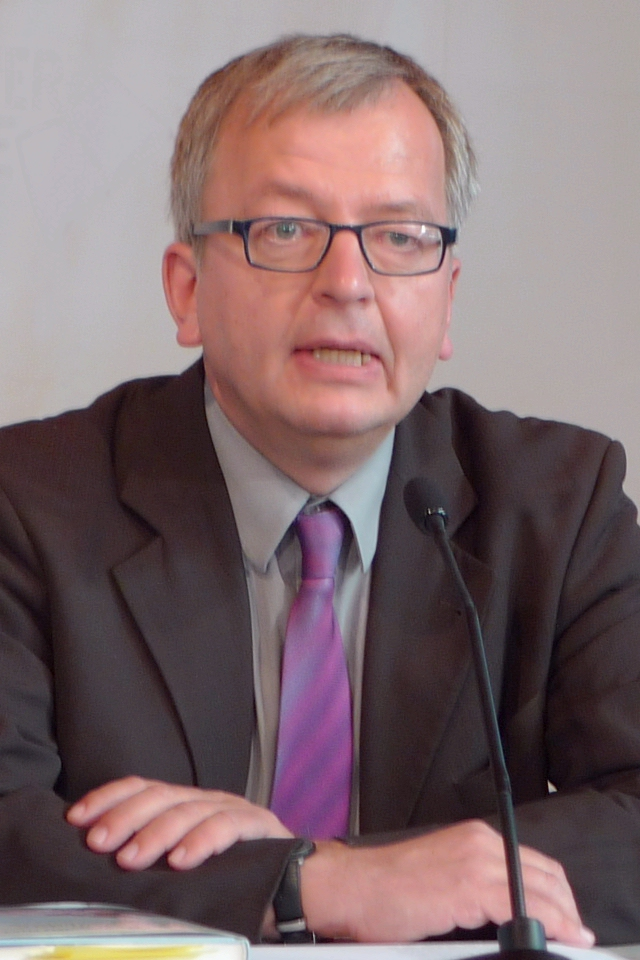
Hans Zippert (* 1957)

- Zippert, Thomas (* 1961), deutscher evangelischer Theologe und Hochschullehrer
- Zippin, Leo (1905–1995), US-amerikanischer Mathematiker
- Zipplies, Monika (* 1956), deutsche Ruderin
- Zippor, Vater des Balak
- Zippusch, Sarah (* 1994), österreichische Musicaldarstellerin

### Zips
- Zips, Kurt (1922–1988), österreichischer Schauspieler und Synchronsprecher
- Zips, Vanessa (* 1995), österreichische Sängerin und Musicaldarstellerin
- Zipse, Hendrik (* 1962), deutscher Chemiker
- Zipse, Katrin (* 1964), deutsche Schriftstellerin, Hörspielautorin und -regisseurin
- Zipse, Manuela (* 1974), deutsche Marathonläuferin
- Zipse, Oliver (* 1964), deutscher Manager und Vorstandsvorsitzender der BMW AGOliver Zipse (* 1964)

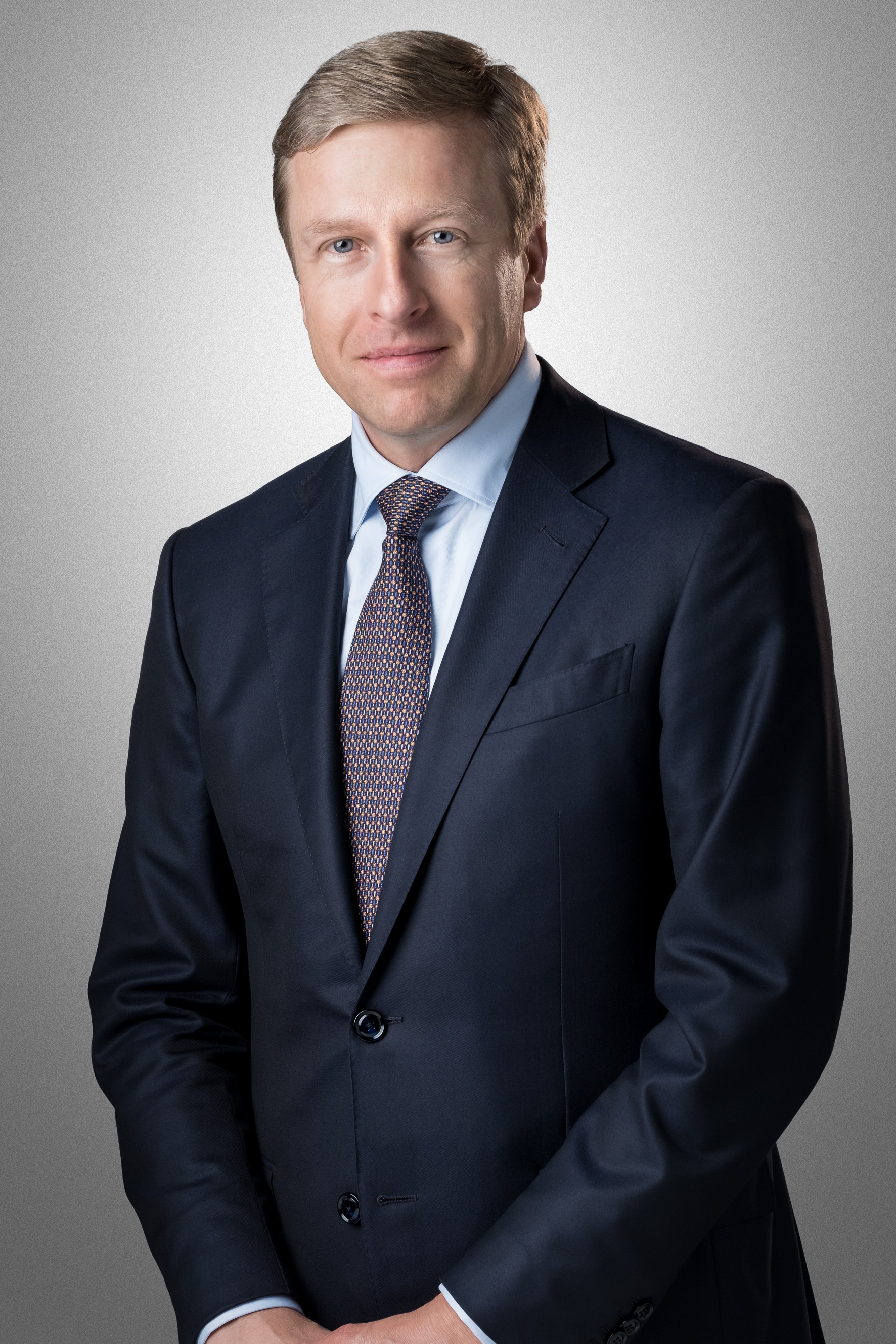
Oliver Zipse (* 1964)

- Zipser, Carl Gustav (1822–1896), lutherischer Pfarrer und Superintendent in Galizien
- Zipser, Christian Andreas (1783–1864), deutsch-ungarischer Gelehrter
- Zipser, Ella (1926–2012), österreichischer Politiker (SPÖ), Landtagsabgeordneter, Abgeordnete zum Nationalrat
- Zipser, Olav (* 1966), Fallschirmspringer
- Zipser, Paul (* 1994), deutscher Basketballspieler
- Zipser, Pomona (* 1958), deutsche Bildende Künstlerin und Malerin
- Zipser, Walter (* 1958), österreichischer Hörfunk- und Fernsehmoderator

### Zipu
- Zipursky, S. Lawrence (* 1955), US-amerikanischer Biochemiker